# Top Shelf Productions

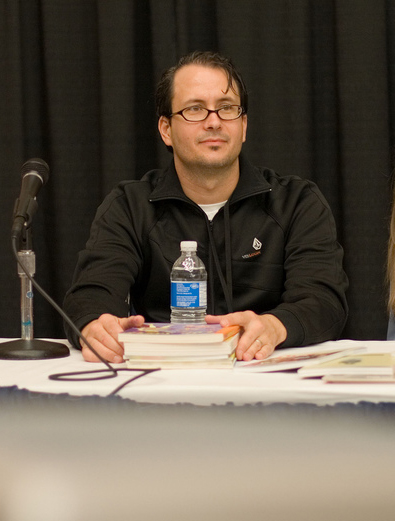
Brett Warnock au Stumptown Comics Fest en 2006

Top Shelf Productions est un éditeur de comics américain fondé en 1997 par Chris Staros et Brett Warnock. La compagnie est basée à Marietta en Géorgie et Portland en Oregon.
Top Shelf publie des Comic books et des romans graphiques d'auteurs tels que Alan Moore, Craig Thompson, James Kochalka, Andy Runton, Jeffrey Brown, Nate Powell, Alex Robinson, Jeff Lemire et Matt Kindt.